# ۵۹۱ (قمری)
۵۹۱ (قمری)، پانصد و نود و یکمین سال در گاهشماری هجری قمری است. اول محرم این سال برابر با بیست و سوم دسامبر سال ۱۱۹۴ میلادی است.